# Spongia australis
Spongia australis är en svampdjursart som beskrevs av Patricia R. Bergquist 1995. Spongia australis ingår i släktet Spongia och familjen Spongiidae. Inga underarter finns listade i Catalogue of Life.